# HD194149
HD194149 — хімічно пекулярна зоря спектрального класу A1, що має видиму зоряну величину в смузі V приблизно  7,0.
Вона  розташована на відстані близько 274,3 світлових років від Сонця.